# سیارک ۲۴۱۲۰
سیارک ۲۴۱۲۰ (به انگلیسی: 24120 Jeremyblum، نامگذاری:1999VR33) بیست و چهار هزار و صد و بیستمین سیارک کشف شده‌است که در ۳ نوامبر ۱۹۹۹ کشف شد.
قدر مطلق سیارک برابر ۱۷.۸ است.